# 中俄混合語
中俄混合語（羅馬化：Kyákhtinsky yazýk，直译：恰克图语）是一種以俄語為主体，混雜了華語元素的一種混合語。中俄混合語在19世紀到20世紀期間，曾一度通行於阿穆爾邊疆區（大約相等於今日的阿穆爾州），但現時已不再通行，變成了一種死語。

## 演進歷史
恰克图语得名于恰克图镇，该城镇位于清朝外蒙古边境，今属布里亞特共和國，自1728年建立以来一百多年，该城镇一直是中俄间最重要之边境贸易点。
恰克图语是中俄语言接触史上文献可追溯的最早记录，源于300多年前中俄 《恰克图条约》的签订，是中俄两国商贸频繁接触，由于交际沟通的需要所产生的。恰克图语在不同的背景下也被称作恰克图方言、买卖城方言、中俄皮钦语、中俄混合语等。恰克图语广泛地应用于商场、饭店等交易场所的经济贸易和服务行业。有一段时期，恰克图语在中国被教授给对俄罗斯贸易的官僚，出版相关教科书，并设有考试部门。一个经典的例句为“моя твоя понимай нету”。
中俄混合語的基本構詞都源自俄語，但文法和構造都來自漢語。阿穆爾邊疆區本是半遊牧滿人所居住的地方，到清朝末年，由於俄羅斯帝國的擴張，俄國人開始移居當地。後來阿穆爾地區被割讓與沙俄，俄族人口不斷上升，俄語最終取代了這種語言，成為當地的通用語。最終，中俄混合語大約在20世紀中期消亡。然而，1990年代，在乌兰巴托附近的一个集市上，仍然有讲恰克图语的老年中国商人。

## 语音
由于近代汉语官话音系原则上不存在复辅音或非鼻音闭音节，而这在俄语中很常见，因此常需要插音来简化发音，插音规律多符合汉语官话音系或元音和谐律。
| 俄语       | 俄语发音       | 恰克图语     | 恰克图语发音     | 汉语     |
| ---------- | -------------- | ------------ | ---------------- | -------- |
| прошу      | [ˈproʂʊ]       | порошу       | [poˈroʂʊ]        | （我）问 |
| солнце     | [ˈsont͡sɨ]      | солэныце     | [ˈsolenɨt͡sɨ]     | 太阳     |
| шампанское | [ʂɐmˈpanskəjə] | шампанэсыки  | [ʂɐmˈpanɛsɨkɪ]   | 气泡酒   |
| праздник   | [ˈprazʲnʲɪk]   | парезеденика | [ˈparezedenʲɪka] | 假日     |

一些复辅音则可能出现脱落。塞音[d]和[t]以及塞擦音[ts]在腭音化时常变为擦音[z]。
| 俄语        | 俄语发音       | 恰克图语   | 恰克图语发音  | 汉语 |
| ----------- | -------------- | ---------- | ------------- | ---- |
| спереди     | [ˈspʲerʲɪdʲɪ]  | переза     | [ˈpjerjza]    | 前面 |
| халат       | [xɐˈlat]       | халаза     | [xɐˈlaza]     | 晨衣 |
| поклониться | [pəklɐˈnʲit͡sə] | поколонизя | [pəkələˈniza] | 鞠躬 |

## 词汇
恰克图语中的大多数词汇来自俄语。这些词汇大部分没有明显变化，特别是那些没有复辅音和非鼻音闭音节的。例如，воля（意志）、люди（人）、мало（小）、надо（必要）、рубаха（衬衫）、сюда（这里）、чужой（外人）、шуба（皮袄）等。
恰克图语作为一门皮钦语，其语法和词汇有限。为了弥补这一缺点，恰克图语使用者经常假借带有附加含义的词汇。例如，在俄语中，副词мало表示“小”，在恰克图语中，其亦可以表示“不仅”；在俄语中，动词посиди表示“坐”，在恰克图语中，其亦可以表示“交谈”。在俄语和恰克图语中含义存在显著差异的一个例子是месяца，其在俄语中表示“一个月”，但在恰克图语中表示“永远”。可以推测，俄罗斯人和对话者进行交易的情况并不对等。
恰克图语词汇的口语来源非常明显。许多词汇都是以指小詞形式出现的。例如，женушеки（女人）来源于俄语жена（妻子）的指小词женушка；рюмашека（酒杯）来源于俄语рюмка的指小词рюмашка；беленеки（白色）来源于俄语белый的指小词беленький；побелизански（接近）来源于俄语близко的指小词。
此外有少数词汇来自当地蒙古语。例如，адали（确切）和бичиху（写）。
恰克图语中极少来自汉语官话的单词，例如，фуза（商店），源自汉语“铺子”；фанза（房屋），源自汉语“房子”。
一些恰克图语词组的构造可能与汉语的遣词习惯和逻辑有关。例如，ума-конейчайло（疯狂），字面意思为“心灵终结”，替代了俄语的сумашествие；середеце-шило（用心），字面意思为“心脏锥子”，替代了俄语的жестокосердие；языка-меда（雄辩），字面意思为“舌头蜂蜜”，替代了俄语的красноречие。

## 语法
和大多数皮钦语一样，恰克图语丢失了大量形态文法範疇，其名词没有格、数或性等变化。
俄语的混合语一般具有明确的动词指示。在恰克图语中，与其他西伯利亚皮钦语类似，大多数动词的词尾为-й（元音后）或-и（辅音后）。例如，болей（生病），выгони（放逐）、захорони（埋葬）、гоняй（驾驶）、незнай（不知道）、ругай（责骂）、сади（坐）。此种词尾使动词与俄语动词的祈使形式相似。例如，болей是俄语动词балиеа的祈使形式，常用于命令等。可以推测，当俄罗斯人向对话者讲话时，这种情况较为常见。
恰克图语在后期具有动词时态指示，包括表示过去时的было，表示现在时的еса，以及表示将来时的буду。例如，погули было表示“走了”，погули еса表示“正在走”，погули буду表示“将要走”，птица летай еса表示“鸟在飞”，лошаки убежи было表示“马跑了”。
宾语用за来指示，这是一个来自俄语的介词，同时音近汉语“在”，具有许多语义特性，是恰克图语中唯一的介词。例如，за наша походи表示“向我们来”（俄语为приходи к нам），за наша фуза 表示“在我们商店里”（俄语为в нашем магазине）。近指示词чега，源自汉语“这个”。
俄语代词以完全所有格的形式出现在恰克图语中，例如，моя（我）在俄语中的意思是“我的（宾格）”，твоя（你）在俄语中意思是“你的（宾格）”，ево（他）来自俄语его，意思是“他的（宾格）”。这一特点与挪威俄语类似。代词的所有词形变化均由за构成，例如，за-моя、за-твоя、за-ево等。

## 例句
- Чега фанза шибко шанго.
  - 这座房屋很漂亮。
- Сичаса искай нада лаботай.
  - 现在你必须找工作。
- На тебе посмотри адали леденец кушаху еса.
  - 看着你就像吃棒棒糖。
- За тебе какой пекинский манера шёлк заказывай буду?
  - 您会从北京订购什么丝绸面料？[6]

## 外部連結
- http://www.genlingnw.ru/Staff/Perehvalskaya/Slovar.pdf（页面存档备份，存于）（俄文）
- （俄文）